# Техническая помощь на дороге

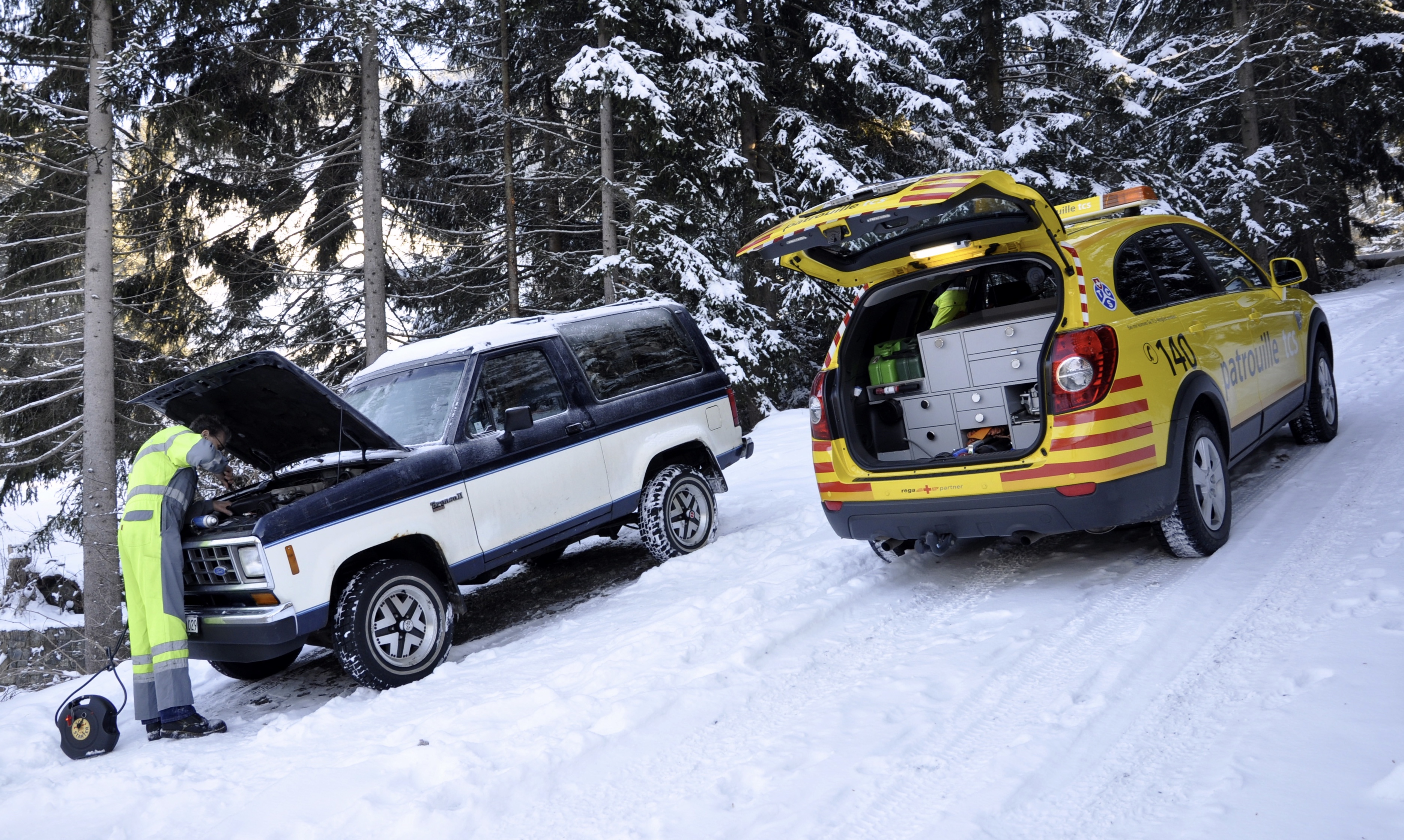
Техническая помощь на дороге в Швейцарии

Техническая помощь на дороге — услуга, которая необходима в случае такой серьёзной поломки автомобиля в пути, что водитель не в состоянии доехать до станции технического обслуживания. Если неисправность такова, что не может быть устранена на месте, то требуется прибытие эвакуатора для эвакуации автомобиля. Если же неисправность можно устранить на месте, то требуется прибытие автомобиля технической помощи с автомехаником и набором соответствующих инструментов. Такие услуги оказывают как коммерческие, так и некоммерческие организации.
В США такую помощь оказывает, в частности, Американская автомобильная ассоциация, насчитывающая более 60 миллионов членов в США и Канаде, и основанная в 1902 году как объединение девяти клубов автомобилистов. В апреле 1915 года пять мотоциклистов из Автомобильного клуба Сент-Луиса основали Корпус скорой помощи (First Aid Corps) — по воскресеньям они ездили по улицам города в поисках застрявших автомобилей и бесплатно осуществляли мелкий ремонт двигателей и шин как для членов клуба, так и для прочих автомобилистов.
Услуги технической помощи на дороге предоставляют также производители автомобилей (стоимость таких услуг входит в цену автомобиля или в цену технического обслуживания), страховые компании, а также множество автосервисов.